# Ramphia amarygma
Ramphia amarygma là một loài bướm đêm trong họ Erebidae.